# Richard Stannard (triatleta)
Richard Stannard (aprile 1974) è un triatleta britannico.

## Carriera
Si è laureato campione del mondo di aquathlon nel 2003 a Queenstown, nel 2006 ad Losanna e nel 2011 a Pechino.
Ha vinto la medaglia d'argento ai campionati del mondo di aquathlon del 2005 ad Gamagōri e nel 2012 a Auckland.

## Titoli
- Campione del mondo di aquathlon (Élite) - 2003, 2006, 2011